# Albeștii de Muscel
Albeştii de Muscel é uma comuna romena localizada no distrito de Argeş, na região de Muntênia. A comuna possui uma área de 122.97 km² e sua população era de 1519 habitantes segundo o censo de 2007.